# Tyndallov učinak
Tyndallov učinak, Tyndallov efekt ili Tyndallovo raspršenje je raspršivanje svjetlosti na česticama koloida (suspenzija). Ta se pojava može vidjeti kad u tamnu sobu kroz rupicu uđe zraka svjetlosti. U snopu se vidi svjetlucanje pojedinih čestica prašine koloidnih dimenzija. Ako se kroz koloidnu otopinu koja se nalazi u staklenoj posudi s ravnim paralelnim stijenkama propusti snop zraka svjetlosti i koloidna otopina promatra sa strane, zapaža se svjetlosni stožac (konus) koji se naziva Tyndallov konus. Za razliku od koloidnih otopina koje pokazuju Tyndallov konus ili Tyndallov učinak, prave otopine (molekulske i ionske) ne pokazuju tu pojavu i zato se zovu "optički prazne otopine".
Tyndallov učinak je dobio ime po irskom fizičaru iz 19. stoljeća Johnu Tyndallu. Tyndallovo raspršenje je slično Rayleighovom raspršenju, koje uzrokuje plavu nijansu neba u toku dana, i crvenu boju Sunca kod zalaska. Kod Tyndallovog učinka zrake svjetlosti veće valne duljine (npr. crvena) prolaze, dok zrake svjetlosti manje valne duljine (npr. plava) se raspršuju. Zbog toga se Tyndallov učinak ostvaruje kada su pojedine čestice veličine od 40 do 900 nanometara (valna duljina vidljive svjetlosti je od 400 do 750 nanometara). Tyndallov učinak se koristi kod ispitivanja čestica aerosola i ostalih koloidnih čestica (ultramikroskop, nefelometar i turbidimetar).

## Razlika između Tyndallovog i Rayleighovog raspršenja
Kod Rayleighovog raspršenja matematički izrazi pokazuju da je potrebno da veličina čestica bude manja od valne duljine vidljive svjetlosti (od 400 do 750 nm) i to uglavnom ispod 40 nm, te čestice trebaju biti pojedinačne molekule. Koloidne čestice su veće i približno su veličine valnih duljina vidljive svjetlosti. Kod Tyndallovog učinka ne postoji matematički izraz, ali ako su pojedine čestice oblika sfere, onda se mogu iskoristiti matematički izrazi za Mie raspršenje, za koje su pojedine čestice isto približno velike valnim duljinama vidljive svjetlosti.

## Plava boja šarenice oka
Plava boja šarenice u oku nastaje zbog Tyndallovog učinka jer zrake svjetlosti prolaze kroz mutni sloj u šarenici. Smeđa i crna boja šarenice ima isti mutni sloj u šarenici, s tom razlikom da ima više melamina, koji upija vidljivu svjetlost. U nedostatku melamina, crvena i narančasta svjetlost prolazi kroz šarenicu, dok se plava boja svjetlosti raspršuje i odbija, pa zato vidimo plavu boju očiju.

## Slike
- Plava boja šarenice u oku nastaje zbog Tyndallovog učinka.
- Tyndallov učinak se može vidjeti kod neprozirnog stakla: sa strane izgleda plave boje dok se narančasta svjetlost vidi u sredini.[3]
- Trake svjetlosti uslijed Tyndallovog učinka.